# Antoine-Gaston de Roquelaure
Pour les articles homonymes, voir Roquelaure.
Antoine-Gaston de Roquelaure, marquis puis 2e et dernier duc de Roquelaure, né en janvier 1656 et mort le 6 mai 1738, est un aristocrate et militaire français. 

## Biographie
Issu d'une famille noble originaire de l'Armagnac, Antoine-Gaston est le fils de Gaston-Jean-Baptiste de Roquelaure (1615-1683), premier duc de Roquelaure, et de Charlotte Daillon du Lude. Celle-ci, morte en 1657, était la sœur et l'héritière d'Henry de Daillon, duc du Lude, tandis que son père était le fils du maréchal Antoine de Roquelaure (1543-1623).
Brigadier des armées du Roi en 1689, maréchal de camp en 1691, lieutenant-général en 1696, il fut gouverneur du Languedoc et réprima la guerre des Camisards. Il fut élevé à la dignité de maréchal de France le 2 février 1724 et fait chevalier de l'ordre du Saint-Esprit le 2 février 1728.
C'est lui qui fit construire à Paris en 1724 l'hôtel de Roquelaure, dont l'entrée se trouve aujourd'hui 246, boulevard Saint-Germain, à la place d'une « petite maison » qu'il possédait à cet emplacement depuis 1709.
En 1718, il achète le château d'Ozonville, à Athis Mons, que l'ainée de ses filles vendit après sa mort.

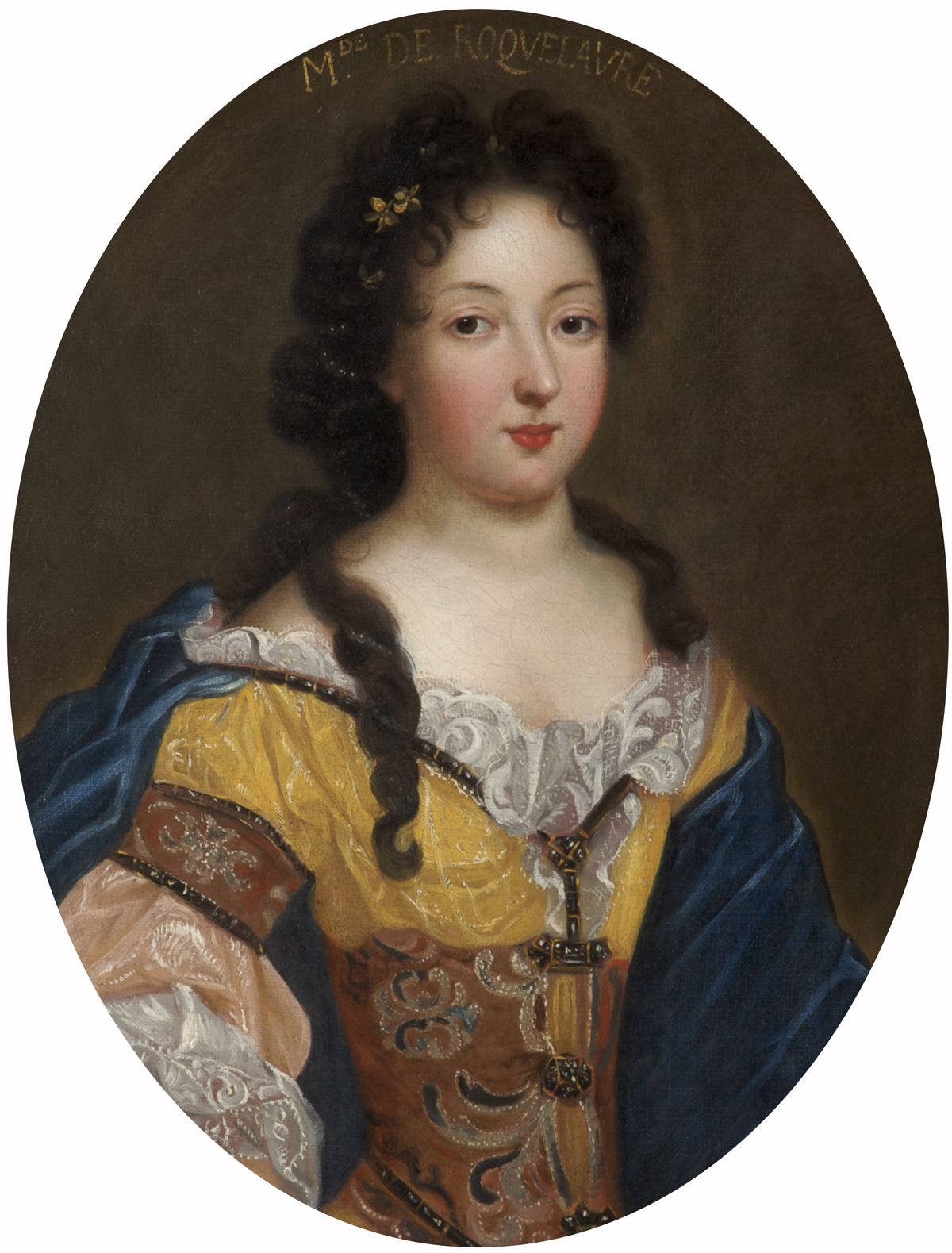
La duchesse de Roquelaure, par Pierre Mignard.

Le duc de Roquelaure était, d'après Saint-Simon, « plaisant de profession, extrêmement du monde ; il disait quelquefois de bon mots et jusque sur soi-même ». On a dit que son épouse, qui avait été demoiselle d'honneur de la dauphine, avait eu des bontés pour Louis XIV et qu'il avait fallu la marier en toute hâte, si bien qu'à la naissance de sa première fille, le duc de Roquelaure aurait déclaré : « Mademoiselle, soyez la bienvenue. Je ne vous attendais pas de si tôt. »

### Mariage et descendance
Marié le 20 mai 1683 à Marie-Louise de Laval-Lezay (1657-1735), fille de Guy Urbain de Laval Montmorency, marquis de Laval Lezay, conseiller au conseil d'Etat et privé du Roi, chevalier de l'ordre du Roi, et de Françoise de Sesmaisons. Elle était issue de la branche de Laval-Lezay de la maison de Montmorency. Il en eut deux filles :
1. Françoise de Roquelaure (1683-1740) qui épousa en 1708 Louis de Rohan (1679-1738), prince de Léon puis duc de Rohan ;
2. Élisabeth de Roquelaure (1696-1752) qui épousa en 1714 Charles-Louis de Lorraine (1696-1755), comte de Marsan, prince de Mortagne et seigneur de Pons, connu sous le titre de prince de Pons.

## Titres
- 2e duc de Roquelaure (1683-1738)
- marquis de Lavardens et de Biran
- comte d'Astarac, de Montfort, de Pontgibaud et de Gaure
- baron de Capendu, de Montesquiou, de Saint-Barthélemy, de Casseneuil, de Champchevrier, du Monteil-Gelat, de Pradmer et de Buzaudon
- seigneur de Puyguilhem

## Armoiries
| Figure                       | Nom du prince et blasonnement |
| Blason Famille de Roquelaure | Armes des Roquelaure D'azur, à trois rocs d'échiquier d'argent. |
|                              | Armes du duc de Roquelaure Selon Johannes Baptist RietstapÉcartelé: aux 1 et 4, d'azur, à trois rocs d'échiquier d'argent (de Roquelaure); aux 2 et 3, d'argent, à deux vaches passantes de gueules, accornées, colletées et clarinées d'azur, l'une sur l'autre, et au chef d'azur, ch. de trois étoiles d'or (de Besolles). Sur le tout d'azur au lion d'or (Bouzel-Roque-Espine). Selon le père AnselmeÉcartelé: aux 1 et 4, d'azur, à trois rocs d'échiquier d'argent (Roquelaure); aux 2 et 3, d'argent, à deux vaches passantes de gueules, accornées, colletées et clarinées d'azur, l'une sur l'autre, et au chef d'azur, ch. de trois étoiles d'or (de Besolles). Sur le tout d'argent au lion d'azur (Bouzel-Roque-Espine). |
|                              | Armes de son père, Gaston Jean Baptiste duc de Roquelaure, telles que représentées sur sa pierre tombale (conservée au Musée de l’École vétérinaire de Maisons-Alfort). |